# Ballina (Australia)
Ballina – miejscowość w Australii, w stanie Nowa Południowa Walia, w regionie Richmond - Tweed, w odległości 750 km na północ od Sydney i 205 km na południe od Brisbane. Położona przy drodze Pacific Highway, nad rzeką Richmond.
W pobliżu miasta Ballina, ok. 20 km, znajduje się wysunięty najdalej na wschód Australii punkt: przylądek Byrona.

## Współpraca
- Ballina, Irlandia
- Dystrykt Matamata-Piako, Nowa Zelandia